# 린트부름

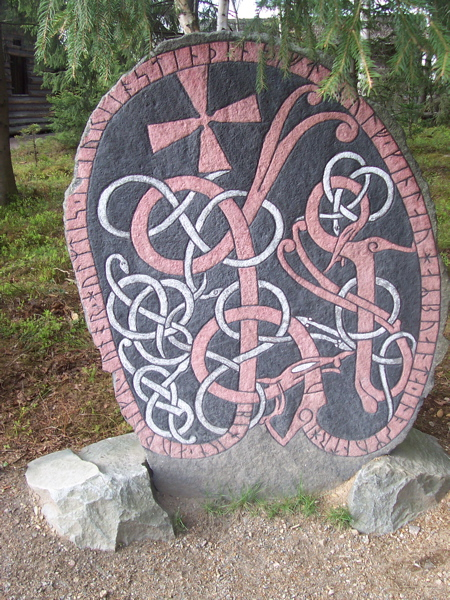
11세기 스웨덴의 각석에 새겨진 린드부름.

린트부름(독일어: Lindwurm, 고대 노르드어: linnormr, 노르웨이어: linnorm, 스웨덴어: lindorm, 덴마크어: lindorm, 영어: lindworm)은 독 있는 드래곤의 일종이다. 유명한 린드부름으로 요르문간드가 있다. 브리튼의 문장학에서는 날개가 없고 다리가 두 개 달린 뱀과 비슷한 존재이며, 노르웨이의 문장학에서 린드부름이라 하면 브리튼의 와이번에 대응되는 존재이다.
린트부름이란 유성의 용을 뜻하며,
비늘이 아닌 하얀 털을 감싸고있다.